# Sinterklaasjournaal (2002)
Het Sinterklaasjournaal in 2002 was het tweede seizoen van het Sinterklaasjournaal en werd gepresenteerd door Dieuwertje Blok. De intocht vond plaats in Zaltbommel.

## Verhaallijn
Dit jaar komt Sinterklaas met de Pakjesboot 12 aan in Zaltbommel. Het had echter niet veel gescheeld of het hele feest ging niet door. De Pieten hebben namelijk, zonder dat Sinterklaas het wist, de boot omgekeerd, omdat ze dachten dat Zaltbommel onder water stond. Uiteindelijk kwam Sinterklaas erachter en hij draaide de boot weer om, waardoor hij toch nog veilig kon aanmeren.
Als er een verslaggever aan de kinderen vraagt wat ze willen hebben, blijkt er een meisje te zijn dat geen cadeautjes hoeft. Ze was haar knuffel verloren toen ze bij haar oma in Marokko logeerde. Het enige dat ze echt wilde, was dat de Sint hem kon terugbrengen. De Pieten denken dat de knuffel nog op de boot lag. Ze zijn namelijk onderweg via Marokko omgevaren om hem op te halen.
Maar toen dreef de stoomboot af. Hij lag niet goed vast. Sinterklaas en de Pieten gingen op zoek naar de boot. Niemand vond hem, zelfs de politie niet. Uiteindelijk vond Sinterklaas hem toch zelf, in Wiekeledijk.
Toen de boot weer terug was, werd hij direct uitgeladen en er werd in de boot ook hard gezocht naar de verdwenen knuffel. Maar die bleek niet in de boot te liggen. Ook toen in de laatste aflevering gevraagd werd naar het knuffelbeest, kon niemand hem vinden. De Hoofdpiet wilde uiteindelijk ontslag gaan nemen. Op het moment dat hij zijn muts al afdeed, bleek dat de knuffel er gewoon onder lag. Direct bracht de Hoofdpiet de knuffel terug en kreeg iedereen 5-december cadeautjes.

## Rolverdeling
| Rol                         | Naam                  |
| --------------------------- | --------------------- |
| Presentatrice               | Dieuwertje Blok       |
| Voice-over                  | Kees Driehuis         |
| Verslaggever                | Rik Hoogendoorn       |
| Verslaggeefster             | Lot Lohr              |
| Verslaggeefster             | Aldith Hunkar         |
| Sinterklaas                 | Bram van der Vlugt    |
| Wellespiet                  | Dick van den Toorn    |
| Hoofdpiet                   | Erik van Muiswinkel   |
| Huispiet                    | Maarten Wansink       |
| Wegwijspiet                 | Michiel Kerbosch      |
| Paardenpiet Glenn           | Anne Rats             |
| Pietje Precies              | Bob Fosko             |
| Professor Titus Tillema     | Dick Lam              |
| Gastrollen                  |                       |
| Dr. Bernard Vogelenzang sr. | Haye van der Heyden   |
| Schoonmaakster              | Trudy Labij           |
| Schipper                    | Henk van der Horst    |
| Paardendokter Vlimmen       | Peter Faber           |
| Klaas Kompaan               | Maxim Hartman         |
| Douwe Teeksma               | Alfred van den Heuvel |
| Politieagent                | Rudi Falkenhagen      |